# Comuna Vărgata, Mureș
Vărgata (în maghiară: Csíkfalva) este o comună în județul Mureș, Transilvania, România, formată din satele Grâușorul, Mitrești, Vadu, Valea și Vărgata (reședința).

## Istoric
După mărturisirile arheologice pe aceste meleaguri au trăit oameni chiar în antichitate. În apropiere, la Moșuni s-au descoperit ceramici dacice, iar la Călugăreni se afla un castru roman. Un drum roman (numit și Drumul lui Traian) a străbătut comuna de azi.
Prima localitate din comuna de azi este Mitrești, care în 1332 este menționată sub numele de Sancto Martino. De aici provine numele localității în limba maghiară, numit după Sfântul Martin Nyárádszentmárton. Valea este menționată în 1470, Vărgata, Vadu și Grâușorul apar în documente în 1567.
Aceste localități erau populate la început de secuii libertini, dar cu apariția categoriilor sociale încă din secolul al XVI-lea iobagii și jelerii au deținut majoritatea, deși loturile se aflau în mâinile nobililor mici și mijlocii. După revoluția din 1848 păturile sociale au fost desființate, iar populația a trecut printr-o transformare radicală socio-culturală și economică.

## Demografie
Componența etnică a comunei Vărgata
     Maghiari (76,26%)
     Romi (11,96%)
     Alte etnii (0,71%)
     Necunoscută (11,06%)
Componența confesională a comunei Vărgata
     Unitarieni (32,6%)
     Romano-catolici (25,1%)
     Reformați (17,31%)
     Martori ai lui Iehova (4,82%)
     Adventiști (4,22%)
     Fără religie (2,14%)
     Alte religii (2,32%)
     Necunoscută (11,48%)
Conform recensământului efectuat în 2021, populația comunei Vărgata se ridică la 1.681 de locuitori, în scădere față de recensământul anterior din 2011, când fuseseră înregistrați 1.945 de locuitori. Majoritatea locuitorilor sunt maghiari (76,26%), cu o minoritate de romi (11,96%), iar pentru 11,06% nu se cunoaște apartenența etnică. Din punct de vedere confesional, cei mai mulți locuitori sunt unitarieni (32,6%), cu minorități de romano-catolici (25,1%), reformați (17,31%), martori ai lui Iehova (4,82%), adventiști (4,22%) și fără religie (2,14%), iar pentru 11,48% nu se cunoaște apartenența confesională.

## Politică și administrație
Comuna Vărgata este administrată de un primar și un consiliu local compus din 11 consilieri. Primarul, Ervin Varga[*], de la Uniunea Democrată Maghiară din România, este în funcție din 1 noiembrie 2024. Începând cu alegerile locale din 2024, consiliul local are următoarea componență pe partide politice:
|  | Partid                                 | Consilieri | Componența Consiliului | Componența Consiliului | Componența Consiliului | Componența Consiliului | Componența Consiliului | Componența Consiliului | Componența Consiliului | Componența Consiliului |
|  | -------------------------------------- | ---------- | ---------------------- | ---------------------- | ---------------------- | ---------------------- | ---------------------- | ---------------------- | ---------------------- | ---------------------- |
|  | Uniunea Democrată Maghiară din România | 8          |                        |                        |                        |                        |                        |                        |                        |                        |
|  | Alianța Maghiară din Transilvania      | 3          |                        |                        |                        |                        |                        |                        |                        |                        |

## Obiective turistice

### Biserica Unitariană din Mitrești
Biserica fost construită între anii 1240-1271, dar a fost arsă de hordele turco-tătare în 1661. De aceea a fost reconstruită în 1667, atunci căpătând și tavan cu casete de lemn pictate.

### Fânățea din Grâușorul
Fânățea din satul Grâușorul este populată de flori rare și protejate, ca laleaua pestriță (Fritillaria meleagris), lușca (Leucojum vernum), Iris syberica. Acest obicetiv turistic natural este o arie protejată locală.

### Alte obiective
- Biserica Unitariană din satul Valea
- Biserica de lemn din Valea

## Localități înfrățite
Comuna Vărgata se află în relații de parteneriat sau de înfrățire cu nouă localități europene. Aceste relații se concretizează printr-o permanență colaborare în plan economic, social, tehnic și cultural, prin schimburi de experiență, parteneriate între societățile comerciale, acțiuni organizate în comun.
- Bournemouth, Franța
- Kakasd, Ungaria
- Holsbeeck, Belgia
- Rábakecöl, Ungaria